# E-postmarknadsföring
E-postmarknadsföring är ett begrepp som används om adresserad e-postreklam (eDR) som marknadsföringskanal. Ofta skickas reklamen i form av HTML-formaterad e-post. "Direktreklam via e-post" och "elektronisk direktreklam" är andra namn på denna typ av marknadsföring, som även kallas "spam" eller skräppost när den är oönskad. Liknande tekniska tillvägagångssätt används även för att skicka ut nyhetsbrev, information, pressreleaser eller inbjudningar.

## För- och nackdelar
Vid marknadsföring via e-post så finns det både för- och nackdelar och det kompliceras ytterligare av att mottagaren och avsändaren uppfattar det olika. Den som använder sig av e-post som marknadsföringskanal har fördelen av att utskicken snabbt kommer fram till en låg kostnad. Samtidigt gör det att en mottagare kan uppleva att den ofta får (ibland oönskade) meddelanden från många avsändare. Mängden e-postmeddelanden kan upplevas som besvärande för mottagaren och det tar tid att gå igenom för att se om det är något önskat eller spam. 
En fördel för både mottagare och avsändare är att det går snabbt och enkelt att svara och få respons på erbjudanden. Avsändaren kan då lätt få återkoppling samtidigt som mottagaren lätt kan begära mer information. En annan fördel för både mottagare och avsändare är miljövinsten eftersom man sparar papper i förhållande till traditionell marknadsföring. Om mottagaren till meddelandet är positivt eller negativt ställd till budskapet har egentligen ingen betydelse, ett oönskat e-postmeddelande ger ändå inte upphov till något papper.
Nackdelar som finns för sändaren är i övrigt att det kan göra att företaget uppfattas som oseriöst när det använder e-post i marknadsföring. Det är även omöjligt för avsändaren att formulera meddelandet så att det ser likadant ut för alla mottagare, ett problem som inte alls finns om man exempelvis väljer att skicka sitt budskap via traditionell post. Ett annat problem är att mottagaren ofta har spamfilter som sorterar bort misstänkt skräppost. Detta kan göra att även meddelanden som mottagaren kan vara intresserad av aldrig kommer fram.

## Påverkan på internettrafik
Massutskick av e-postmarknadsföring står för en mycket stor del av den totala volymen mejltrafik på internet, och ger en icke försumbar belastning och kostnad för internets infrastruktur.

## Lagar och etik
E-postmarknadsföring får endast skickas till mottagare som har gett sitt medgivande (även kallat opt-in). Konsumentverket säger bland annat:
"Det är förbjudet att skicka obeställd e-postreklam till privatpersoner och enskilda firmor, men inte till aktiebolag, stiftelser och andra juridiska personer. Liknande regler gäller inom hela EU, både för e-postreklam, reklam via fax, sms, mms och automatiska uppringningar."
Lagstiftaren ger alltså marknaden stor rörelsefrihet då det gäller att avgöra vad som är god marknadsföringsetik. Avsändaren får med sitt personliga mått av omdöme själv avgöra vilka personer på ett aktiebolag som man vill skicka sin e-postreklam till, vilket i sin tur inte ger mottagaren av reklamen något utrymme att inom lagens råmärken ha några synpunkter på detta, förutom rent personligt. 
Konsumentverket antyder på sin hemsida att e-postreklam kan anses tangera spam då besökarna ordagrant uppmanas att anmäla just e-postreklam (eller spam). Man anger dock inte vilken typ av e-postreklam det handlar om. Alltså om man menar e-postreklam till privatpersoner eller till aktiebolag, stiftelser eller juridiska personer. Uppmaningen borde därmed omfatta all e-postmarknadsföring där mottagaren inte anser att reklamen når upp till kriterier för vad som kan betraktas som god sed.

## Undgå ovälkomna mailutskick
Mottagaren bör ges möjlighet att kostnadsfritt och enkelt avregistrera sig från framtida e-postutskick (även kallat opt-out). Det bör också finnas en korrekt svarsadress som mottagaren kan svara till. Att svara på e-postmarknadsföring är dock förknippat med vissa risker eftersom oseriösa avsändare då får en indikation på att e-postadressen används av någon.
Om det är en avsändare som använder en seriös e-postleverantör som följer SWEDMA:s regler anses det av branschens anslutna medlemmar vara riskfritt att klicka på avregistreringslänken. När det gäller SWEDMA:s rekommendationer råder det delade meningar om hur dessa skall tolkas. IT-ansvarige Jonas Bohlin (Markbladet)  och spamexpert Claes Tullbrink   driver tesen att en del av svensk e-postmarknadsföring uppfyller samma kriterier som man vanligtvis förknippar med kriterier för skräppost: Massutskickad epost utan mottagarens godkännande.
Har man fått oönskad e-postreklam kan man göra en anmälan via Konsumentverkets webbplats.